# Przecław (Subkarpaten)
Przecław is een dorp in de Poolse woiwodschap Subkarpaten. De plaats maakt deel uit van de gemeente Przecław en telt 1400 inwoners.